# Borstkämpar
Borstkämpar (Plantago aristata) är en grobladsväxtart som beskrevs av André Michaux. Enligt Catalogue of Life ingår Borstkämpar i släktet kämpar och familjen grobladsväxter, men enligt Dyntaxa är tillhörigheten istället släktet kämpar och familjen grobladsväxter. Arten förekommer tillfälligt i Sverige, men reproducerar sig inte. Inga underarter finns listade i Catalogue of Life.